# اولینا دمیدفاک
اولینا دمیدفاک (اوکراینی: Олена Миколаївна Дмитраш؛ زادهٔ ۱ دسامبر ۱۹۹۱) ژیمناست ریتمیک اهل اوکراین است.
وی همچنین برندهٔ جوایزی همچون نشان شاهدخت اولگا شده‌است.